# عبدالله بیات
عبدالله بیات (انگلیسی: Abdullah Baiat؛ زادهٔ ۲۸ اوت ۱۹۸۳) یک بازیکن فوتبال اهل قطر است.

## باشگاهی
از باشگاه‌هایی که در آن بازی کرده‌است می‌توان به السد و الخریطیات اشاره کرد.